# Katalin Pálinger
Katalin Pálinger [ˈkɒtɒlin ˈpaːliŋɡɛr] (* 6. Dezember 1978 in Mosonmagyaróvár, Ungarn) ist eine ehemalige ungarische Handballspielerin. Ihre Körperlänge beträgt 1,83 m, ihr Wettkampfgewicht 73 kg. Seit 2014 ist sie als Team Managerin der ungarischen Nationalmannschaft tätig.
Pálinger unterschrieb ihren ersten Profivertrag beim nahegelegenen Erstligisten Győri ETO KC. Mit den Nordwestungarinnen blieb sie zwar weitestgehend erfolglos, avancierte aber zur Nationalspielerin, sodass sie 2000 von Dunaferr SE unter Vertrag genommen wurde. Dort gewann sie 2001, 2003 und 2004 die ungarische Meisterschaft sowie 2002 und 2004 den ungarischen Pokal; außerdem zog sie 2003 ins Finale des EHF-Pokals ein. 2005 nun suchte sie eine neue Herausforderung und wechselte ins Ausland zum FCK Håndbold nach Dänemark. Mit den Frauen aus der Hauptstadt Kopenhagen kam sie aber nicht an den großen Clubs Slagelse DT und Viborg HK vorbei, woraufhin sie nach nur einem Jahr zum Rokometni Klub Krim weiterzog. Mit den Frauen aus der slowenischen Hauptstadt wurde sie auf Anhieb slowenische Meisterin und Pokalsiegerin; 2007 aber kehrte sie zu ihrem sportlich erstarkten Heimatclub aus Győr zurück. Mit Győr stand Pálinger 2009 im Finale der EHC Champions League, in dem sie an Viborg HK scheiterte. Nach der Saison 2011/12 beendete sie ihre Karriere.
Katalin Pálinger hat bis zu ihrem Rücktritt aus der Nationalmannschaft 254 Länderspiele für die ungarische Frauen-Handballnationalmannschaft bestritten. Mit Ungarn wurde sie 2000 Europameisterin, zwei Jahre zuvor hatte sie bereits Bronze gewonnen. Bei den Olympischen Spielen 2000 in Sydney gewann sie Silber genauso wie bei der Handball-Weltmeisterschaft der Frauen 1999. Bei der Handball-Weltmeisterschaft der Frauen 2007 in Frankreich belegte sie mit Ungarn den 8. Rang. Bei den Olympischen Spielen 2008 erreichte sie mit dem ungarischen Nationalteam den 4. Platz.